# بول جنسن (لاعب كرة قدم)
بول جنسن (بالدنماركية: Poul Jensen)‏ (25 نوفمبر 1899 بكوبنهاغن في الدنمارك - 12 أكتوبر 1991) هو لاعب كرة قدم دانمركي في مركز الدفاع. شارك مع منتخب الدنمارك لكرة القدم. أما مع النوادي، فقد لعب مع Boldklubben af 1893 ‏.

## وصلات خارجية
- بول جنسن (لاعب كرة قدم) على موقع قاعدة بيانات كرة القدم.إي يو (الإنجليزية)
- بول جنسن (لاعب كرة قدم) على موقع ناشيونال فوتبول تيمز (الإنجليزية)
- بول جنسن (لاعب كرة قدم) على موقع عالم كرة القدم.نت (الإنجليزية)